# Hassoumi Massaoudou
Hassoumi Massaoudou ou Hassoumi Massoudou, né le 22 octobre 1957 à Birni N'Gaouré au Niger est un homme politique nigérien, plusieurs fois ministre. 
Marié et père de quatre enfants, il est ingénieur géologue de formation. Polyglotte, il parle la langue peule, le haoussa, le djerma, l’espagnol, l’anglais et le français.
Il est membre du Parti nigérien pour la démocratie et le socialisme (PNDS Tarayya).

## Biographie
Massoudou Hassoumi a successivement fréquenté, de juin 1976 à décembre 1987, le lycée Issa Korombé de Niamey (Baccalauréat série C), l’École nationale supérieure des travaux publics de Yamoussoukro (diplôme d’ingénieur géologue), le Centre d’études supérieures des matières premières et le Centre de géostatistique et morphologie mathématique de l’École nationale supérieure des mines de Paris (diplôme de formation commun spécialisé en géostatistique), l’École nationale supérieure des Mines de Paris (master spécialisé en géostatistique).
Hassoumi est l'un des fondateurs du PNDS Tarayya en décembre 1990. Il est un proche à la fois de Mahamadou Issoufou, alors socialiste modéré et de Mohamed Bazoum, alors plus porté vers la révolution, et permet leur discussion.
D'avril 1993 à septembre 1994 il est ministre de la Communication, de la Culture, de la Jeunesse et des Sports.
De mai 1999 à décembre 1999 il est membre du Conseil consultatif (Parlement de Transition), puis de décembre 1999 à décembre 2004 il est député à l’Assemblée nationale, président du groupe parlementaire du PNDS.
Après l'élection à la présidence de Mahamadou Issoufou, il est d'avril 2011 à août 2013 ministre directeur de cabinet du président de la république. 
Il est ministre de l’Intérieur, de la Sécurité publique, de la décentralisation et des affaires coutumières et religieuses d'août 2013 à avril 2016.
De cette date à octobre 2016 il est ministre de la Défense. En octobre 2016, il devient ministe des Finances.
Début 2019, Massaoudou et ses proches font campagne pour obtenir l'investiture du PNDS à l'élection présidentielle de 2020, mais le président Issoufou souhaite que Bazoum soit le candidat du PNDS Tarayya. Issoufou demande alors au PNDS de dissuader Massaoudou. Ce dernier est limogé le 1er février 2019 et Bazoum est déclaré candidat du parti en mars 2019,.
Il est officier dans l'ordre national du Niger, commandeur dans l’Ordre du Niger et commandeur de la Légion d’honneur française.
Il est ministre des Affaires étrangères et de la Coopération du Niger d'avril 2021 jusqu'au coup d'État du 26 juillet 2023. Massaoudou est secrétaire-général du PNDS.